# Richard Roxburgh
Richard Roxburgh (ur. 23 stycznia 1962 w Albury) – australijski aktor, scenarzysta, producent i reżyser. 

## Życiorys
Urodził się w Mercy Hospital w Albury, w Nowej Południowej Walii, jako najmłodszy z sześciorga dzieci Mary i Johna Roxburgha, odnoszącego sukcesy księgowego. Podczas nauki w Albury High School, w 1978 wystąpił w roli Willy’ego Lomana w inscenizacji Śmierć komiwojażera. Studiował ekonomię na Australijskim Uniwersytecie Narodowym w Canberze, gdzie mieszkał w Garran Hall i uzyskał dyplom w 1984. Następnie podczas drugiej próby przesłuchania został przyjęty do Narodowego Instytutu Sztuki Dramatycznej, który ukończył w 1986.
Po studiach związał się z Sydney Theatre Company. W 1987 przyjął rolę nadinspektora Williama Hobbsa w serialu historycznym Australian Broadcasting Corporation Granica (Frontier) u boku Jeromego Ehlersa. Zwrócił na siebie uwagę rolą Rogera Rogersona, sierżanta śledczego sił policyjnych Nowej Południowej Walii i skazanego mordercy w miniserialu Blue Murder (1995). Jako Cleaver Greene, błyskotliwy, ale autodestrukcyjny adwokat w sprawach karnych w serialu Rake (2010–2018) zyskał nie tylko popularność wśród telewidzów, ale także w 2012 zdobył nagrodę Australian Film Institute. W 2017 trafił na Broadway w roli Michaiła w przedstawieniu Prezent według sztuki Antona Czechowa Płatonow z Cate Blanchett.
25 września 2004 ożenił się z Silvią Collocą, z którą ma syna Raphaela Jacka Domenico (ur. 2007) i córkę Miro (ur. 2010).

## Wybrana filmografia
- 2000: Mission: Impossible II jako Hugh Stamp
- 2001: Moulin Rouge! jako książę
- 2003: Liga niezwykłych dżentelmenów jako profesor James Moriarty
- 2004: Van Helsing jako hrabia Vladislaus Dracula
- 2011: Sanctum jako Frank McGuire
- 2016: Przełęcz ocalonych jako płk Stelzer
- 2022: Elvis jako Vernon Presley